# Basílica del Salvador de Borriana
La Basílica del Salvador està a la Plaça Major de Borriana, a la Plana Baixa al País Valencià. De primitiu estil gòtic després de la conquesta cristiana, es va començar a construir-la a la darreria del segle xiii. Al segle xvii es va remodelar en estil barroc; al segle següent es construí la capella de la Comunió i al segle xix s'amplià la nau amb dos trams més. Ja en el segle xx, després de la Guerra Civil, va ser restaurada i es tornà a construir el campanar. És llistat com bé d'interés cultural des del 1969.
Va rebre el títol de basílica menor el 17 de maig del 2013.

## Història
L'edifici és un temple commemoratiu i propagandístic, ja que es construí arran de la primera gran victòria militar de Jaume I en la conquesta del Regne de València. El sentit propagandístic rau en la monumentalitat i magnificència del nou temple, tot construït en pedra i sense comparació amb les mesquites rurals de la zona ni amb les anomenades esglésies de reconquesta, fetes amb sostre de fusta sobre arcs diafragma, tot això per ostentar el nou poder polític que s'hi instal·lava.
Domingo Beltall, fou rèctor de Gandesa devers 1269 i de Borriana devers 1274 així com arxiprest de Morella (±1263-1292). El seu germà, Berenguer de Belltall era abat del Monestir de Benifassà devers 1300 i fou qui inicià les grans obres d'aquest cenobi de fundació reial. Quan el 1255 va ser nomenat rector de Morella hi va començar la construcció de l'església de Santa Maria. Era un home emprenedor i en contacte amb els mestres d'obra més avançats que ja treballaven en estil gòtic.
Segons fonts tradicionals, la construcció hauria començat a mitjan segle xiii i hauria sigut consagrada el 20 de setembre de 1286 pel rei Jaume I el conqueridor que hi passava. Aquesta cronologia és poc probable, com que Borriana encara no era gaire repoblada i no tenia recursos per encetar tal obra. Recerca recent ha provat que aquesta data no correspon als fets i que en aquesta data Jaume s'estava a Tortosa. Segons l'historiador Miquel Àngel Fumanal i Pagès l'església va ser«projectada o potser iniciada vers 1270-1280, el context social i artístic i la documentació conservada marquen el regnat de Jaume II (1291-1327) com el gran moment edilici».
Poc després, a final del mateix segle, un terratrèmol fa tremolar els murs, la qual cosa obliga a fer reparacions encara visibles als finestrals superiors de l'absis. Arran d'aquest fet serà l'aleshores senyora de Borriana, l'emperadriu de Grècia, Constança de Hohenstaufen, que done un impuls important a les obres, junt amb les aportacions de Jaume el Just. Així, va ser acabada en el segon terç del segle xiv, ja que s'hi tornaren a celebrar Corts per Alfons el Benigne, corts on es va canviar el Fur d'Aragó pel de València, i a canvi el rei va concedir a la vila el dret i ús consuetudinari de percebre les primícies per a la construcció i reparació de l'església i altres edificis públics.
L'església del Salvador, doncs, a banda del seu significat religiós també és important en el terreny polític, en ser seu de Corts, però també fou important en la vida civil i comercial. Hi ha constància escrita que era el lloc triat per a les transaccions importants, per exemple el febrer del 1292 de la compra de la sal a la Gabella de Borriana per part de la Vila d'Onda, on es diu ajustats en lo loch acustumat de la Eglésia major de Burriana…. La vila de Borriana oferí una recepció real a Pere el Cerimoniós amb motiu de l'anul·lació de l'enfeudament de la ciutat al seu germà, l'infant Joan, això després d'haver-los tancat les portes de la muralla i apedregat per aquesta decisió arbitrària, i després de recular, foren acompanyats per tota la ciutat des del portal de València fins a l'església on es cantà un Te Deum en acció de gràcies.
L'any 1694 es va modernitzar l'edifici gòtic en l'estil barroc. Aleshores es va enderrocar la nau gòtica per a encabir entre els contraforts les noves capelles fetes amb llenguatge clàssic i cobertes amb un casquet semiesfèric. Només l'absis i les seues cinc capelles absidals flanquejades per les dues torres de la sagristia es van mantindre, això sí, recobertes amb ornamentació barroca.

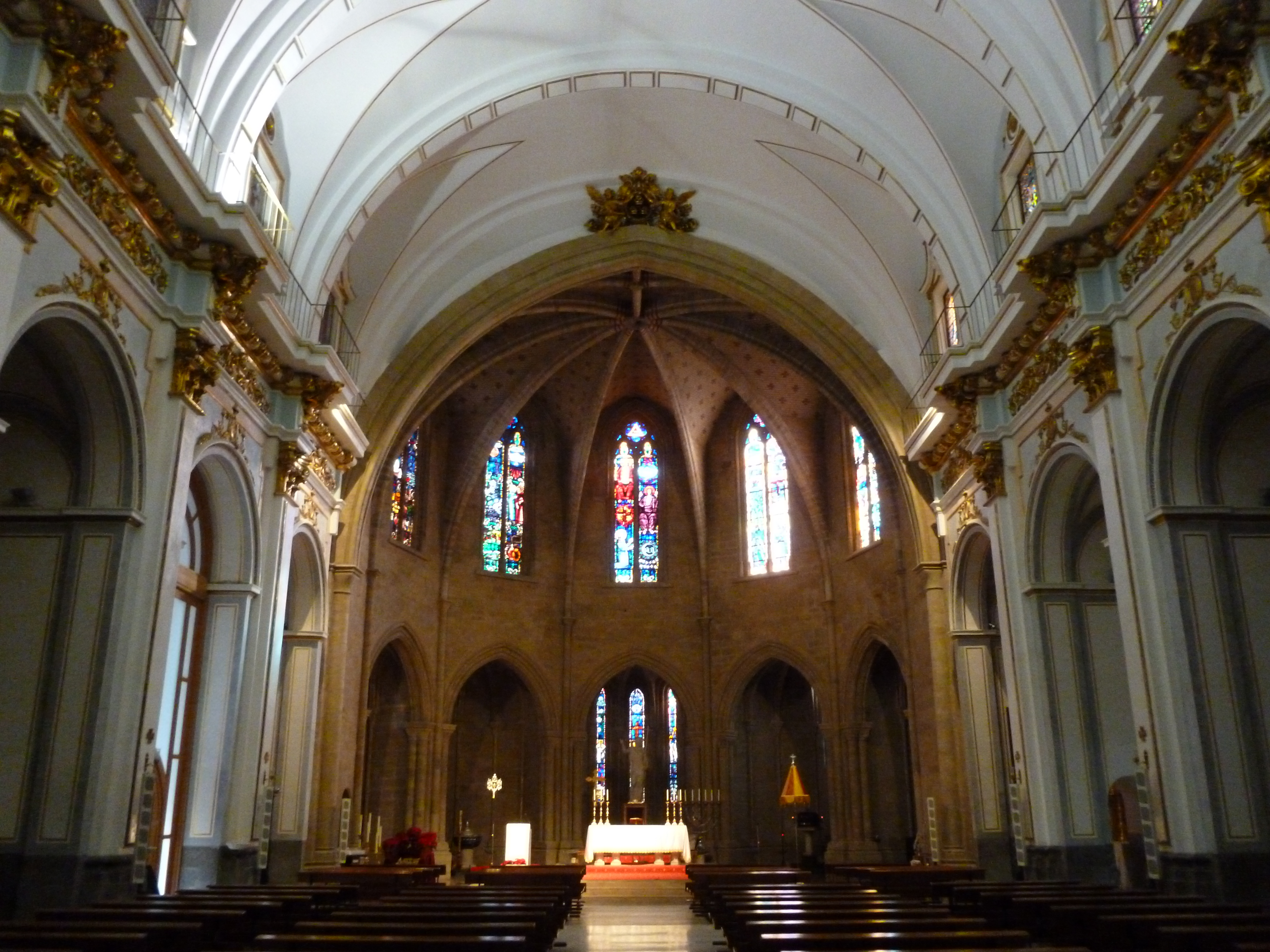
Interior de l'església

El 1872 la nau es prolonga amb dos trams més, i així es va unir l'església amb el campanar fins aleshores exempt. La portada principal, de 1697, es desmuntà i fou traslladada a la façana sud, igual que la portada de la capella de la Comunió de 1762, que també queda integrada al temple.
A partir de l'any 1937 comencen a realitzar-se algunes intervencions destinades a tornar a l'absis el seu estil gòtic original, primer es redescobriren els buits de les capelles absidals centrals, ocultes des de la reforma barroca, i posteriorment es van recuperar els arcs apuntats i l'ornamentació de les capelles dels extrems.
El 5 de juliol de 1938, en plena guerra civil, es dinamiten els cossos superiors del campanar, el que va afectar greument les cobertes de la nau, la sagristia, la capella de la Comunió i l'orgue. Posteriorment el campanar i les teulades es van reconstruir.
L'absis no va recuperar la seua forma gòtica fins al 1967, quan el projecte de l'arquitecte Alejandro Ferrant es duu a terme per iniciativa del rector Corneli Monfort, es van rescatar els finestrals ogivals de la capçalera que eren parcialment cegats des de la reforma barroca. Es van reinventar les traceries, inspirades en el Monestir de Benifassà i s'hi van col·locar nous vitralls de l'artistat Joan B.Castro. Va ser una restauració econòmica i es va fer servir molt de formigó i de guix en lloc de pedra. Malauradament, en l'operació es va destruir l'antic orgue barroc de Nicolau de Salanova i de Martí de Viaraldro. Es trobava damunt la sagristia medieval. Va ser reemplaçat per un orgue modern amb tracció elèctrica de la Organería Española S.A., posat en un lloc acústicament menys idoni.
L'any 1999 va començar una nova fase de restauració, sobre la coberta de l'absis i les absidioles. El 2002 va seguir una segona fase en la qual es va dotar el temple d'una nova sagristia. Es va restaurar de l'absis. Per tal de tindre'n una visió completa es va enderrocar la Casa Badia que l'havia amagat des de 1851. El 2008 s'hi celebrà una exposició organitzada per la fundació Llum de les imatges per a celebrar la fi dels treballs.

## Descripció

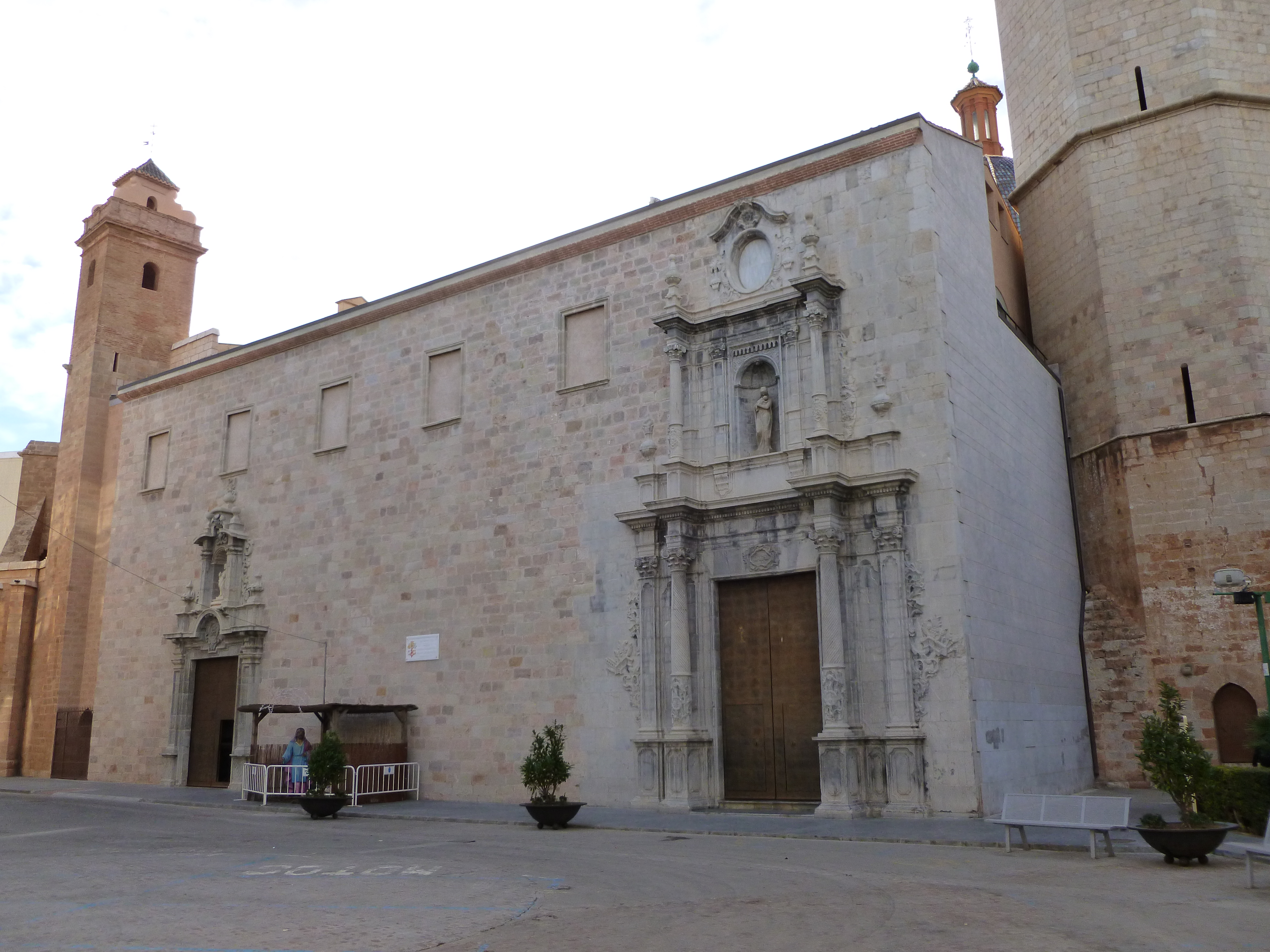
Façana

Es tracta d'una església d'una sola nau amb capelles entre els contraforts, capçalera poligonal de set costats i cinc capelles absidals. Als extrems hi ha dues capelles més però quadrades, una per a la sagristia del segle xiii i l'altra és la torre medieval. Les cinc capelles són també poligonals, amb finestrals gòtics, la central té tres obertures per simbologia religiosa amb referències a la Santíssima Trinitat. La capçalera està coberta amb una volta de creueria i plementeria de rajola.

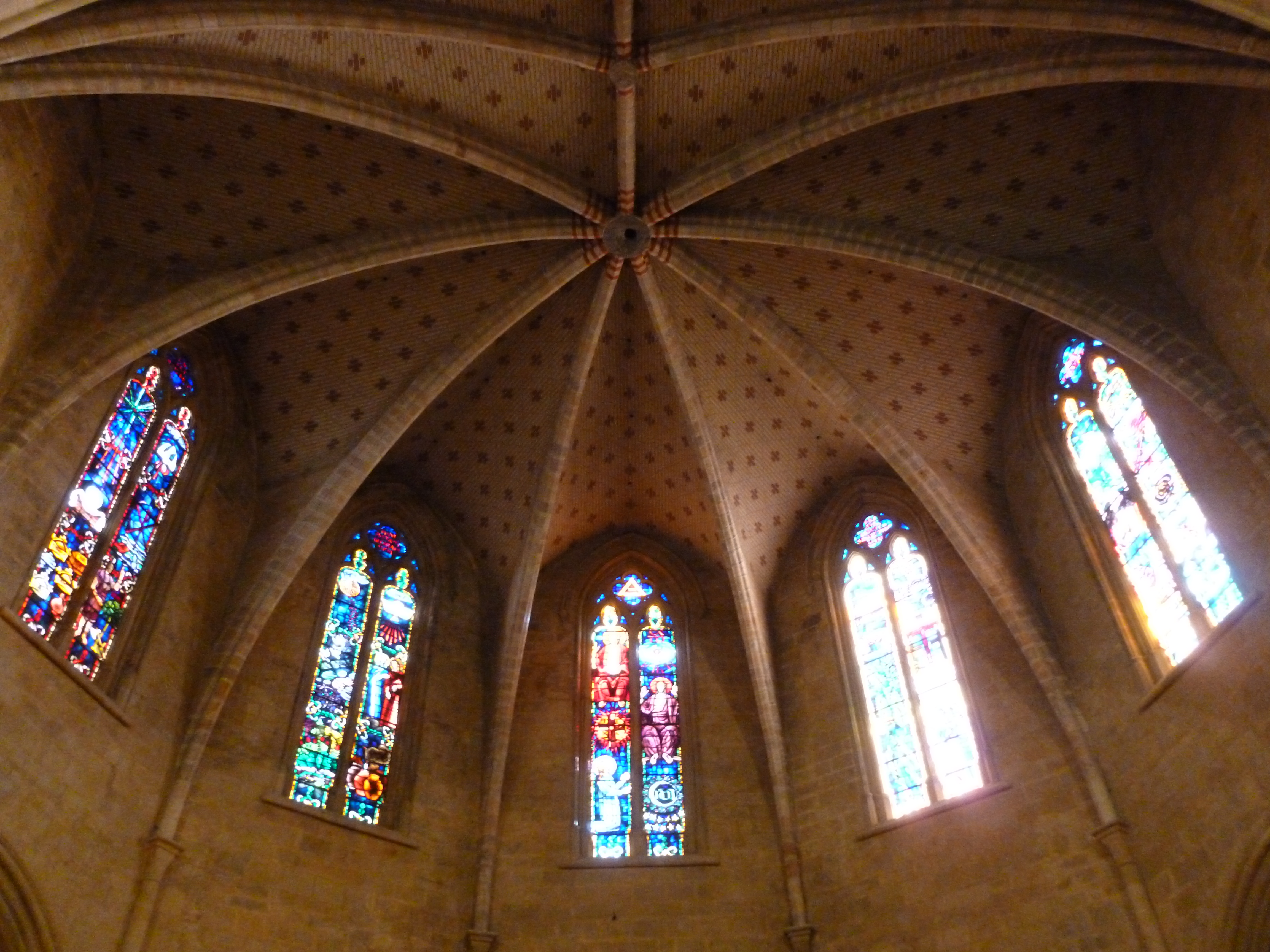
Volta de la capçalera

L'església del Salvador va ser concebut com una església fortalesa. En la segona meitat del segle xiii Borriana era una vila encara fronterera amb el món islàmic, envoltada de pobles i alqueries islàmiques sota domini cristià i, per tant, un lloc insegur per als nous pobladors vinguts del nord. Tenia dues torres bessones fortificades flanquejant l'absis i comunicades mitjançant un pas de ronda obert entre els contraforts, pas protegit amb merlets. Aquesta serà una solució similar a la que es farà anys després (1348) a la catedral de Tortosa.
La nau i les capelles laterals conserven el recobriment barroc, mentre que la capçalera fou repristinada. La coberta original de la nau era de volta de creueria senzilla, avui dia emmascarada pel revestiment amb una aparença de volta de canó amb llunets.
Les portades foren recol·locades després de l'ampliació de l'església al segle xix, la més propera a la capçalera és de 1696, d'ordre toscà amb pilastres i retropilastres, on la línia de la cornisa s'altera per allotjar l'escut de la ciutat; sobre aquest hi ha una fornícula avenerada flanquejada per volutes i piràmides.
L'altra portada, més propera als peus que corresponia a la capella de la Comunió té tres cossos decreixents en ordre ascendent, el cos inferior té l'accés a l'interior flanquejat per columnes i pilastres amb el fust estriat i motius figuratius sobre un podi. El cos superior té una fornícula també emmarcada amb columnes i pilastres, i el tercer i últim cos consisteix en un òcul oval a manera de remat, i a sobre, una cornisa concavoconvexa clarament barroca.
En la primera capella de la capçalera des del costat de l'evangeli, sota un arcosoli, segons la tradició hi hauria una urna sepulcral on resten les despulles d'un fill abortiu de Violant d'Hongria i Jaume I.
Durant el segle xviii es va construir la capella de la Comunió, amb planta de creu grega inscrita dins un quadrat i coberta amb una cúpula amb llanterna sobre tambor octogonal i coberta amb teules blaves.
L'església té dos campanars, el del Crist ratat i el Templat. El Templat va ser construït el segon terç del segle xiv com a torre forta de la Casa de la Vila, així com a torre vigia i de comunicacions.
La torre de campanes del costat de l'evangeli és conegut pel campanaret del Crist ratat, va ser edificat amb dues sales de campanes, obertes per dues arcades de mig punt a cadascuna de les cares, com ho dibuixa Rafael Martí de Viciana a la seua Crònica, semblant al campanar de l'església del Salvador de València. L'altra torre tenia a la planta baixa la sagristia i a la planta alta una cambra o cos de guàrdia amb una barbacana. Aquesta cambra és possible que hagués tingut la funció de tribuna sobre el presbiteri de l'església, perquè es desmuntà en l'episodi de la Guerra de les Germanies i va quedar fora d'ús; més tard una volta de canó s'hi va construir per a protegir la maquinària del nou orgue.

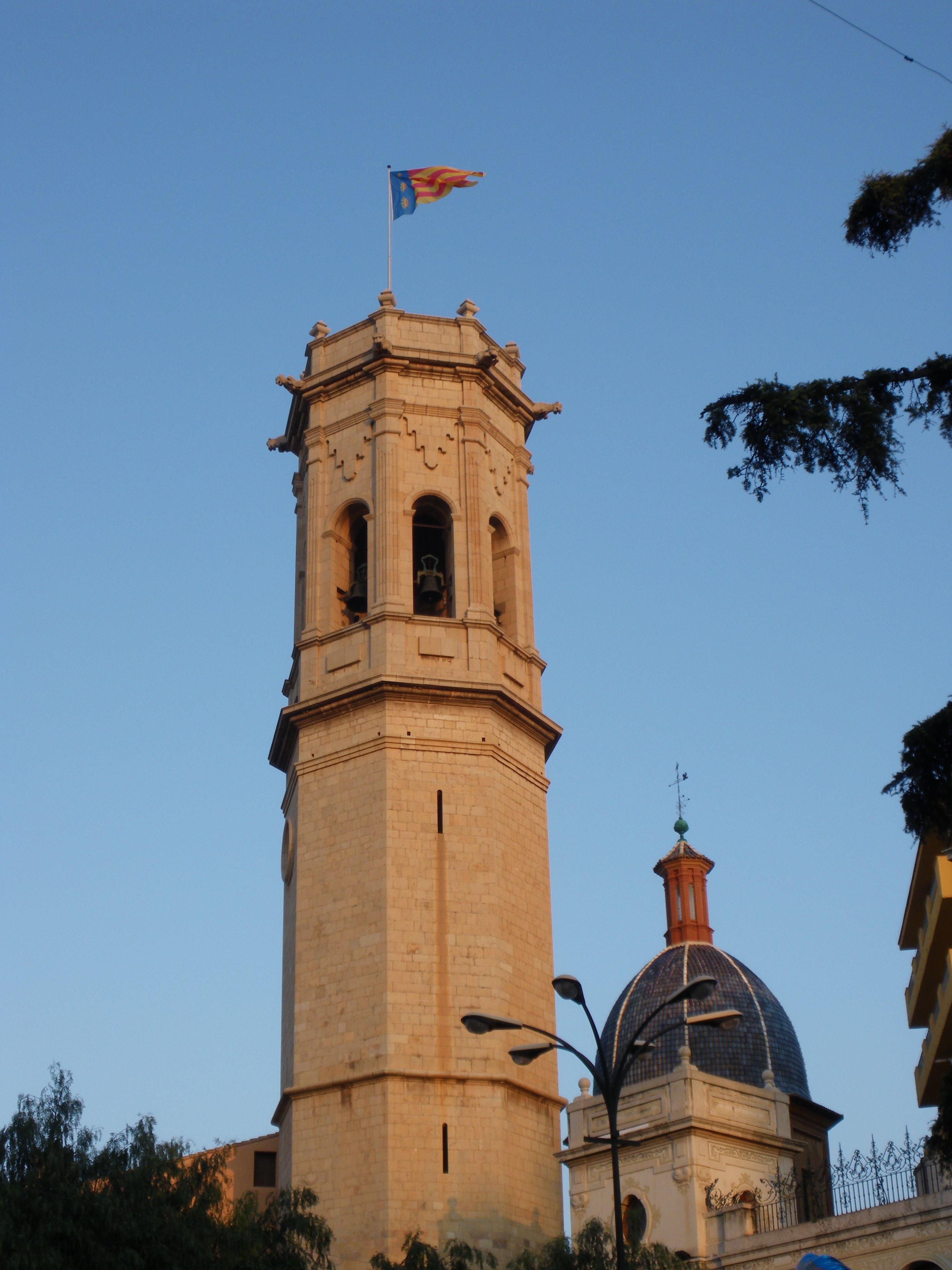
Campanar